# Oisegenius
Oisegenius – wymarły rodzaj chrząszczy z rodziny nakwiatkowatych i podrodziny Eurygeniinae. Jego jedynym znanym gatunkiem jest Oisegenius antiquus. Żył w dolnym eocenie na terenach współczesnej Francji.

## Taksonomia
Rodzaj i jego gatunek typowy opisali po raz pierwszy Aleksandr Kirejczuk i André Nel w 2008 roku na łamach Annales de la Société Entomologique de France. Opisu dokonano na podstawie inkluzji pary okazów w bursztynie z Oise odnalezionym we francuskiej gminie Le Quesnoy. Inkluzje zdeponowane zostały w Muzeum Historii Naturalnej w Paryżu. Skamieniałości datowane są na wczesny eocen.
Nazwa rodzajowa to połączenie nazwy departamentu, w którym znajduje się miejsce typowe z sufiksem genius używanym u rodzajów pokrewnych, w tym typowym dla podrodziny rodzaju Eurygenius.

## Morfologia
Chrząszcz ten miał wydłużone i obustronnie dość wypukłe ciało osiągające około 4,6 mm długości, 1,7 mm szerokości i 1,3 mm wysokości. Budowę miał stosunkowo przysadzistą jak na przedstawiciela podrodziny. Ubarwienie oskórka miał brązowawoszare ze srebrno-mosiężnym połyskiem. Wierzch ciała porastały bardzo gęste, delikatne, półwzniesione szczecinki o srebrzystoszarej barwie. Spód ciała porośnięty był znacznie krótszymi szczecinkami półprzylegającymi. Na rzeźbę głowy i przedplecza składały się guzki o średnicy zbliżonej do średnicy omatidium, natomiast guzki tworzące rzeźbę pokryw były od dwóch do trzech razy większe.
Głowa była znacznie dłuższa niż rozstaw oczu złożonych, o lekko nabrzmiałym czole i niewyniesionych skroniach. Stosunkowo duże, niewykrojone na przedzie oczy budowały dość drobne omatidia. Czułki były dwukrotnie dłuższe niż szerokość głowy, prawie nitkowate, wyróżniały się niewydłużonym trzecim członem. Szyję charakteryzowała grubo pomarszczona rzeźba i długość nie osiągająca nawet połowy szerokości głowy.
Przedplecze było niewiele dłuższe niż szerokie, równomiernie wypukłe, najszersze za przednią krawędzią. Boczne brzegi przedplecza były z tyłu prawie faliste, po czym rozszerzone ku przodowi, pozbawione listewek. Niemal trójkątna tarczka miała szeroko zaokrąglony wierzchołek. Pokrywy były półtora raza dłuższe niż razem szerokie, przeciętnie wypukłe, osobno wyokrąglone na szczytach. Przedpiersie pokrywały płytkie punkty o rozmiarach podobnych guzkom na przedpleczu. Panewki niemal trójkątnych bioder przedniej pary były otwarte lub co najwyżej bardzo wąsko zamknięte. Panewki bioder środkowych stykały się ze sobą, podobnie bioder tylnych. Odnóża były dość długie, o wydłużonych krętarzach, nabrzmiałych wierzchołkowo udach, pozbawionych ostróg i równomiernie oszczecinionych goleniach oraz zwieńczonych ząbkowanymi u nasady pazurkami stopach.

## Paleoekologia
Owad ten zasiedlał lasy Basenu Paryskiego. Żywica, w której został zatopiony, wytworzona została przez drzewa okrytonasienne z rodziny brezylkowatych. Choć w lasach tych dominował Aulacoxylon sparnacense, to badanie mikroskopowe wskazuje jako źródło żywicy drzewa z rodzaju Daniellia, zaś molekularna analiza chemiczna – przedstawicieli rodzaju Hymenaea. W skład bogatej fauny tych lasów wchodziły prakopytne, nieparzystokopytne, niewielkie naczelne z rodzaju Teilhardina oraz ponad 300 opisanych dotąd gatunków stawonogów. Z tej samej lokalizacji co Oisegenius pochodzą skamieniałości m.in. pająków z rodzajów: Cenotextricella, Quamtana i Selenops, ważek z grupy Eurypalpida, pluskwiaków z rodzajów: Clodionus, Eopiesma, Isaraselis, Lukotekia, Mnaomaia, Oisedicus, Ordralfabetix i Stalisyne, wciornastków z rodzaju Uzelothrips, psotników z rodzajów Amphientomum, Archipsocus, Embidopsocus, Eoempheria, Eolachesilla, Eomanicapsocus, Eoprotroctopsocus, Eorhyopsocus, Psyllipsocus, Tapinella, Thylacella, termitów z rodzajów Electrotermes i Mastotermes, modliszek z rodzin Chaeteessidae i Mantoididae, skorków z rodzaju Chelisoficula, prostoskrzydłych z rodzaju Guntheridactylus, straszyków z rodzaju Gallophasma, chrząszczy z rodzajów: Bertinotus, Boleopsis, Colotes, Corticaria, Cupes, Cyphon, Eopeplus, Micromalthus, Nephus, Oisenodes, Palaeoestes, Palaeotanaos, Pastillocenicus, Rhyzobius, Scirtes, Smicrips, wielkoskrzydłych z rodzaju Eosialis, sieciarek z rodzajów: Coniopteryx, Oisea, Paleosisyra i Parasemidalis, błonkówek z rodzajów: Eopison, Paleoscleroderma, Pison, Platythyrea, Pristocera oraz muchówek z rodzajów: Ablabesmyia, Brundiniella, Chaetocladius, Chasmatonotoides, Coelotanypus, Corynoneura, Electroxylomyia, Endochironomus, Eoatrichops, Lappodiamesa, Lestremia, Microphorites, Megacentron, Microtendipes, Monodiamesa, Neurolyga, Nilotanypus, Pagastia, Paratendipes, Palaeognoriste, Plecia, Ploegia, Proacoenonia, Procladius, Prolipiniella, Pseudochasmatonotus, Rheosmittia, Spinorthocladius i Tokunagaia.